# Wzgórze Kombatantów w Lwówku Śląskim
Wzgórze Kombatantów w Lwówku Śląskim (również skwer Kombatantów, Bucholec, Wzgórze Buchholza; niem. Parkwirtschaft Buchholz, Buchholz) – park w południowo-wschodniej części miasta Lwówek Śląski, przy ul. Kombatantów, w pobliżu Szwajcarii Lwóweckiej. Było to miejsce szczególne, urokliwe i reprezentacyjne w Lwówku. Park założony przez podskarbiego Scholza w 1813 jako reprezentacyjne miejsce spotkań i spacerów. Otoczenie parku stanowiły rozrzucone po okolicy ławeczki, muszla koncertowa, okazałym pawilonem, pomnikami i altaną zwaną Świątynią Dumania (niem. Tempel). Zagospodarowana i utrzymywana część Parku Kombatantów zajmuje obecnie powierzchnię 1,60 ha, czyli mniej niż założenie parkowe z XX wieku.

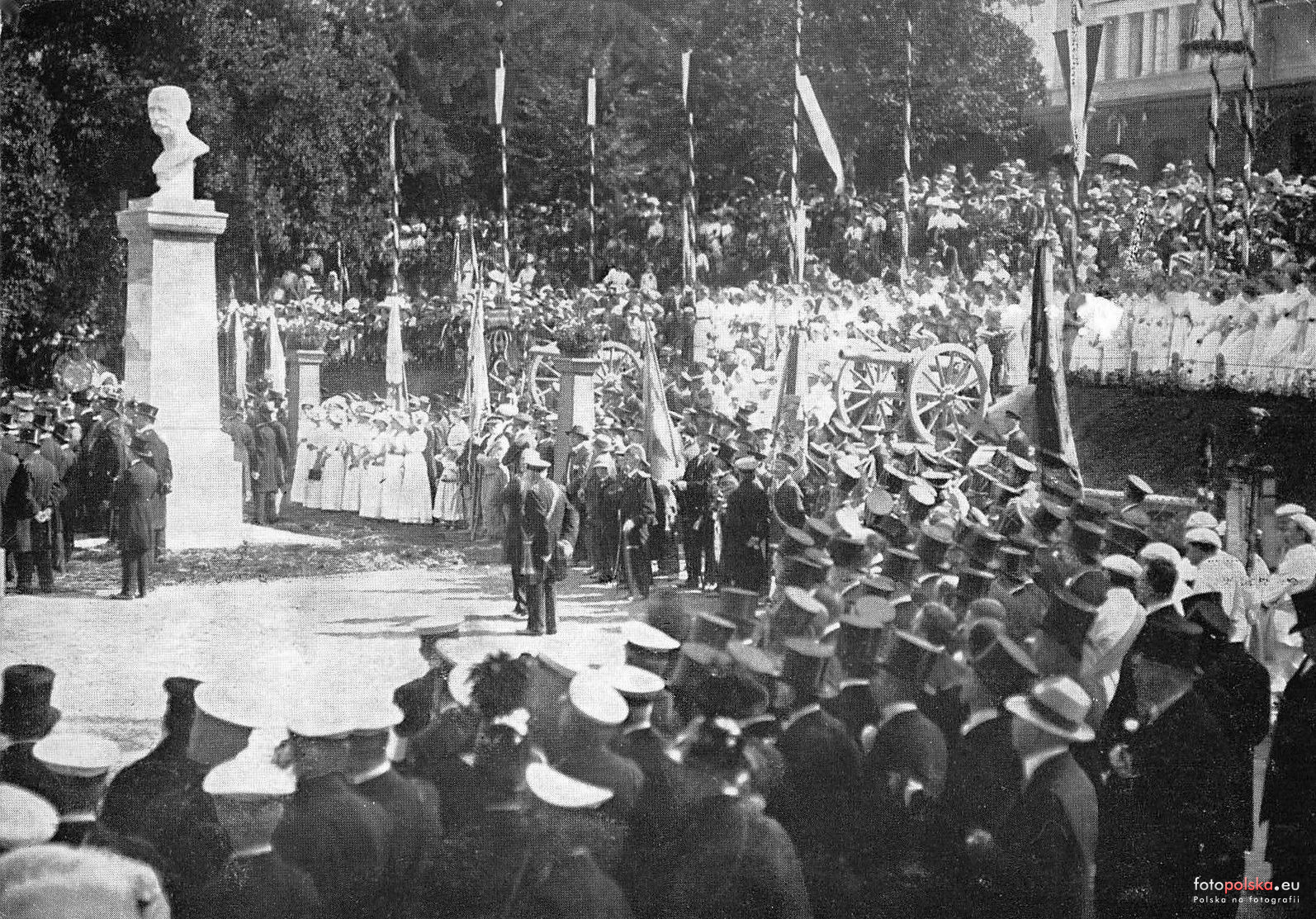
Uroczystość przy pomniku Blüchera.

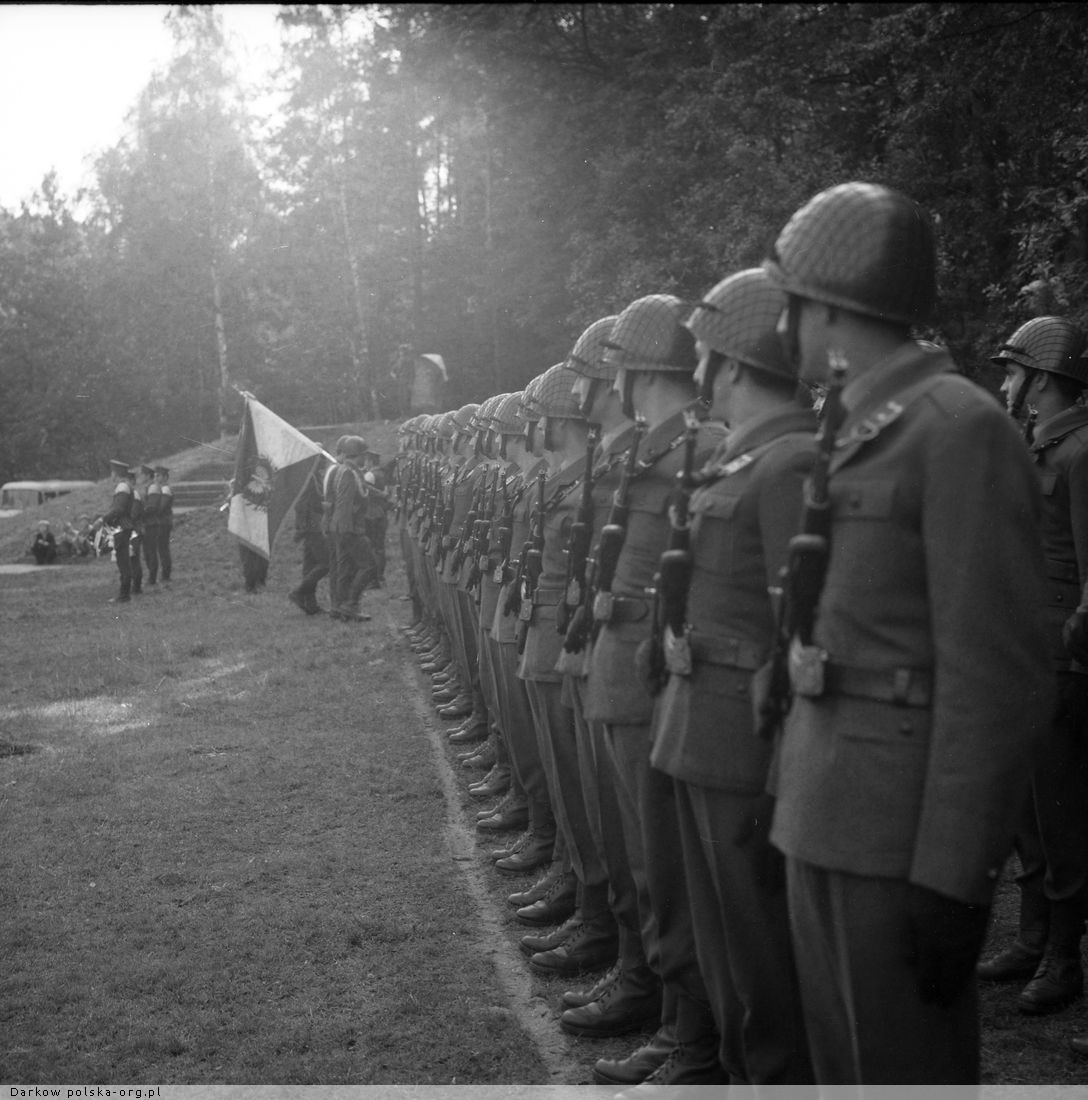
Powojenne uroczystości na Wzgórzu Kombatantów podczas VI Zlotu Kombatantów Ziemi Lwóweckiej. W tle Kamień Kombatantów.

## Historia

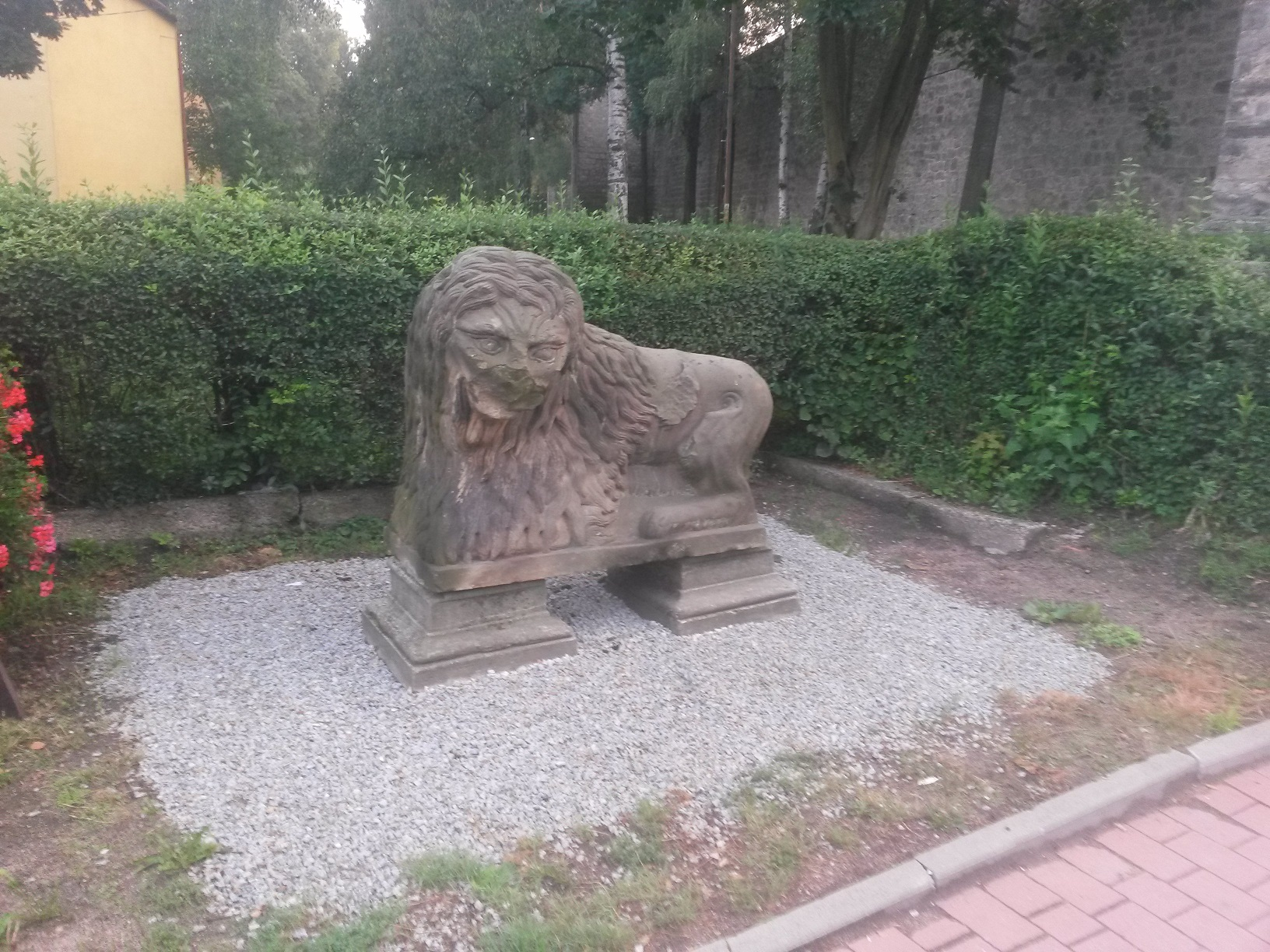
Lew ze Wzgórza Kombatantów.

Przed II wojną światową, w górnej (południowej) części parku istniała restauracja Pod Bukami. Na wzniesieniu, przed wejściem do restauracji stały dwie armaty z bitew nad Bobrem, a boki schodów prowadzących do budynku strzegły dwa pomniki kamiennych lwów (niem. Buchholz Löwe), z których jeden, zachowany do współczesności, został przeniesiony na planty w Lwówku Śląskim i stoi przy Baszcie Bramy Lubańskiej (ul. Orzeszkowej). W zachodniej części Bucholca umiejscowiona była również muszla koncertowa.
Przy wjeździe do parku, od 1841 r. znajdował się pomnik Gebharda Leberechta von Blüchera (niem. Blücher-Denkmal). Twórcą pomnika był berliński rzeźbiarz Christian Daniel Rauch. Pomnik został po 1945 roku poważnie zniszczony. Zachowało się jedynie mocno uszkodzone popiersie. Zachowaną część pomnika można obecnie podziwiać w placówce historyczno-muzealnej w ratuszu w Lwówku Śląskim. Pomnik pruskiego feldmarszałka w Lwówku Śląskim postawiono w tym miejscu, by upamiętnić pokonanie wojsk napoleońskich w drugiej bitwie nad Bobrem i uczcić zwycięstwo Blüchera nad wojskami VI koalicji antyfrancuskiej. Dzięki tym wydarzeniom, w późniejszych latach, Bucholec stał się miejscem uroczystych Blücherfestów (niem. Blücherfest), czyli hucznych zabaw ku czci feldmarszałka, m.in. opisywanymi przez dr. Augusta Hübnera, który obrazowo opisywał przebieg święta. Według historii opowiedzianej przez Hübnera 20 sierpnia 1841 r., okolica Bucholca skrywa napoleońskie skarby.
Na południowym pograniczu obecnego parku i dawnego rezerwatu przyrody Szwajcaria Lwówecka (obecnie Park Krajobrazowy Doliny Bobru) znajduje się kamień pamięci Roberta Sachssego. Nieco dalej na południe od parku znajdują się pozostałości obelisku. W okolicy restauracji znajdował się jeszcze jeden obelisk – pomnik Fryderyka III (niem. Kaiser Friedrich Denkmal), dedykowany temu cesarzowi Niemiec.
Według niektórych doniesień w latach 1941–1942 doszło do wywiezienia licznych skrzyń ze Świeradowa-Zdroju, które przetransportowano ciężarówkami do Lwówka Śląskiego i umieszczono w tunelach pod Bucholcem, przy których budowie pracowało trzystu jeńców, którzy mieli zostać następnie straceni. Wejście do tunelu wysadzono później w powietrze. Tunel miał znajdować się gdzieś pod lub w okolicy stojącego na Bucholcu pomnika, a w skrzyniach znajdować się miały skarby ukryte w Lwówku Śląskim przez hitlerowców.
Po II wojnie światowej niemiecki Buchholz przemianowano na Wzgórze Kombatantów, choć spolszczona nazwa Bucholec funkcjonuje równolegle. Z czasem, w 1966 r., w najwyższym miejscu założenia parkowego postawiono Kamień Kombatantów Ziemi Lwóweckiej, przy którym miały miejsce cykliczne zloty kombatantów ziemi lwóweckiej. Na pomniku umieszczono napis: „Zlot Kombatantów Ziemi Lwóweckiej W Roku Tysiąclecia Państwa Polskiego”. Później na pomniku-postumencie umieszczane były pamiątkowe tabliczki z kolejnych Zlotów Kombatantów. Ostatni zlot miał miejsce w 1995 r.
Po drugiej stronie ul. Kombatantów, która oddziela park od zabudowań, w czasach PRL istniał kemping Bóbr, a obecnie funkcjonuje Zajazd Leśny.
Z przedwojennych obiektów, oprócz rzeźby lwa i popiersia Blüchera, w miejscu parku zachowały się jedynie pozostałości pomników i kamienne schodki prowadzące niegdyś do restauracji.
W 2018 r. Park Kombatantów przeszedł niewielką modernizację – postawiono nowe ławki, altany i stworzono miejsce na ognisko. Wzgórze Kombatantów to obecnie miejsce niewielkich wydarzeń, imprez i uroczystości.